# Patricia Palacios Sierra
Patricia Palacios Sierra (Ciudad de México, 17 de abril de 1951) es una antropóloga social mexicana y profesora-investigadora de la Universidad Autónoma de Querétaro, adscrita a la [Facultad de Ciencias Políticas y Sociales.  Fue pionera de la democratización familiar en la región como mecanismo para paliar la violencia, haciendo visible las inequidades de género en el contexto microsocial.
A través de sus trabajos de investigación explora temas diversos como las rebeliones indígenas en la colonia, antropología de la salud, antropología de la alimentación y de la nutrición, la participación de la mujer en el mercado trabajo, la dinámica doméstica en los sectores medios, masculinidades y la violencia familiar.
Sobre estas temáticas ha escrito libros, capítulos de libros y artículos haciendo aportaciones conceptuales y metodológicas, revelando realidades empíricas, considerando las relaciones complejas entre mujeres y hombres, y promoviendo, mediante conferencias y talleres, la prevención de la violencia familiar.  Asimismo, ha impulsado la realización de diagnósticos de inseguridad en colonias urbanas y elaborado protocolos de seguridad.
Pertenece a la Asociación Mundial de Mujeres Periodistas y Escritoras, y en Querétaro es socia honoraria.

## Trayectoria
Patricia Palacios Sierra estudió etnología en la Escuela Nacional de Antropología e Historia y posteriormente realizó estudios de maestría en antropología social, en la misma institución. Su tesis de maestría fue una investigación sobre la enfermedad, de los actos médicos y de las medicinas paralelas, habiendo detectado más de una decena de sistemas de curación distintos a la medicina científica contemporánea , principalmente la pervivencia de la medicina tradicional.
Con la salida del reconocido antropólogo Demetrio Sodi Morales del cargo, fue designada en 1975 como secretaria general del Instituto Indigenista Interamericano (III), organismo de la Organización de los Estados Americanos en ese entonces bajo la dirección del Dr. Gonzalo Rubio Orbe. En sus funciones como secretaria fue representante de la institución en distintos foros internacionales, promovió cursos sobre relaciones interétnicas auspiciados por la UNESCO, así como publicaciones sobre la situación social de la población indígena de diversos países latinoamericanos. Durante su periodo como secretaria, el instituto vio la publicación de ediciones monográficas acerca de los retos y realidades de los grupos indígenas residentes en cada país participante en el III, comprendiendo "artículos arqueológicos, etnohistóricos, etnográficos, antropológicos y sobre política indigenista." Durante la dirección de Rubio Orbe también se editaron dos números temáticos sobre la mujer campesina y la salud en la situación intercultural, temas que Palacios Sierra seguiría abordando en el resto de su trayectoria académica.
Con su llegada a la ciudad de Santiago de Querétaro, impulsó y fue cofundadora, en la Universidad Autónoma de Querétaro, del Centro de Investigaciones Antropológicas (CIA). Siendo idea original de Palacios Sierra y del también investigador Paul Adams, abrió sus puertas el día 1 de marzo de 1982 con la participación de Aurora Castillo y Jaime Nieto. También participó en la misma Casa de Estudios en el diseño de la licenciatura en nutrición, aprobada en 1988. Como profesora-investigadora de la Universidad Autónoma de Querétaro promovió líneas de investigación en el campo de la etnomedicina y de las medicinas alternativas que se practican en zonas urbanas. Los resultados de estos estudios fueron compartidos con grupos de médicos alópatas para favorecer el conocimiento de los mismos sobre las prácticas paralelas de las comunidades donde intervienen, así como para impulsar la comprensión del complejo comportamiento de las personas que pierden la salud (“el rol de enfermo”). En el campo de la antropología de la alimentación y nutricional, trabajó con jóvenes preparatorianos de ambos sexos y con sus familias, para conocer el estado de nutrición de los mismos, así como las condiciones alimentarias de sus hogares.  Con el propósito de mejorar la situación alimentaria y nutricia de la población estudiada, Palacios Sierra promovió la elaboración de un recetario y la organización de pláticas y asesorías individuales que fuesen consientes de las tradiciones, condiciones microsociales y los consensos de la ciencia para acompañar a la población en desventaja.  De estos trabajos, de carácter multidisciplinar, procedió el desarrollo de un planteamiento conceptual, con perspectiva de género, para comprender la función que desempeñan las madres a lo largo de la cadena alimentaria.
La participación de las mujeres en el mercado de trabajo también ha sido un tema de interés para la Palacios Sierra.  Desde la perspectiva de género analizó las condiciones estructurales y microsociales que inciden en las decisiones femeninas para ingresar en el ámbito económicamente productivo y, subsecuentemente, estudió la situación laboral de las mujeres.  Trabajó principalmente con trabajadoras de los sectores medios (pequeñas comerciantes, asalariadas no manuales, trabajadoras independientes) y con sus cónyuges, promoviendo la creación de espacios para favorecer el diálogo entre los mismos.  
De las investigaciones anteriores derivó el interés en estudiar la dinámica doméstica de grupos de hogares pertenecientes a los sectores medios.  Su interés fue detectar la presencia de cambios en las relaciones asimétricas entre hombres y mujeres, con el propósito de impulsar las transformaciones en curso y analizar las áreas de resistencia.  Este objetivo lo articuló con el tema de las masculinidades, considerando que es indispensable trabajar con los hombres para evitar las ambigüedades y contradicciones que surgen en todo periodo de transición. La persistencia de la violencia doméstica la condujo a trabajar en la prevención de la misma y fue su motivación para buscar la creación de la especialidad ya mencionada.  La formación de personal en este campo fue uno de los resultados de sus esfuerzos, a los que sumó la impartición de conferencias y talleres, en distintos espacios sociales, para prevenir las relaciones violentas.  
En noviembre de 2011 presentó el programa de estudios de Especialidad en Familias y Prevención de la Violencia ante el H. Consejo Universitario, siendo una de sus fundadoras y la responsable de su ingreso al Programa Nacional de Posgrados de Calidad de CONACYT. En febrero de 2018 fue designada como secretaria técnica del Observatorio Ciudadano de Seguridad del Municipio de Querétaro, promovió la realización de diagnósticos de inseguridad en colonias urbanas y participó en la elaboración de diversos tipos de protocolos de seguridad.

## Obras publicadas
Libros y capítulos de libros
- Huerta, Ma. Teresa y Patricia Palacios (1976), Rebeliones indígenas de la época colonial, México, SEP-INAH, 366 p.
- Palacios de Westendarp, Patricia (1986), Conocimientos y prácticas médicas en una comunidad campesina, México, Universidad Autónoma de Querétaro (Temas de Investigación 11), 180 p.
- Palacios Sierra, Patricia (2007), “El   trabajo   femenino   en  Querétaro:   un   estudio  de   familias   con perspectiva de género”[23]  en Globalización y región.  Querétaro y el debate actual, Alfonso Serna Jiménez    y   Ramón  del   Llano   Ibáñez   (coords.),   México, Universidad   Autónoma   de Querétaro/Plaza y Valdés S.A. de C.V., pp. 97-157.
- Palacios Sierra Patricia (2009), “Hogar, género y prácticas alimentarias” en Patricia Palacios Sierra (coord.), Una visión polisémica de la mujer en Querétaro, México,[24] Universidad Autónoma de Querétaro y Plaza y Valdés S.A. de C.V,[25] pp. 175-221.
- Palacios Sierra, Patricia y Angélica Arellano Cervantes (2010), “El trabajo en el magisterio y las asimetrías de género", en varios autores, Modernidad y diferencia.[26] Reflexiones conceptuales y estudios empíricos en género y territorio, México, Universidad Autónoma de Querétaro y Miguel Ángel Porrúa,[27] pp.19-55.
- Idem (2010), “La feminización del magisterio en Querétaro y su expresión territorial”, en varios autores, Modernidad y diferencia.  Reflexiones conceptuales y estudios empíricos en género y territorio, México, Universidad Autónoma de Querétaro y Plaza y Miguel Ángel Porrúa, pp.57-86.
- Idem, “La dinámica doméstica de los sectores medios: Cambios y continuidades en las relaciones entre los géneros”, De familias y género en el devenir de Querétaro. Una perspectiva multitemática, Universidad Autónoma de Querétaro y Plaza y Miguel Ángel Porrúa, en prensa.
- Palacios Sierra, Patricia, Gema Jazmín Juárez Ramírez y Alma Dulce García García (2016), "Reflexiones sobre el trabajo doméstico y la democratización familiar", en Sulima García Falconi y Amanda Hernández Pérez (coords.), Género y política pública: pobreza, conciliación y familias, México, Universidad Autónoma de Querétaro, pp. 169-191.

Artículos
- Palacios de Westendarp, Patricia (1983), “El sistema médico”, Investigación, II (3): 4-26, UAQ.
- Palacios de Westendarp, Patricia (1983), “Medicina tradicional, su organización social, aspectos psico-religiosos y relación con la medicina moderna”, Investigación, II (3): 27-32, UAQ.
- Palacios de Westendarp, Patricia (1986), “La medicina homeopática: una alternativa terapéutica”, Investigación, V (18): 50-56, UAQ.
- Palacios de Westendarp, Patricia (1995), “Un encuentro con la medicina tradicional”, Revista Médica Universitaria III (5-6): 2-14.
- Palacios de Westendarp, Patricia (2002), “Las aportaciones de la antropología nutricional y de la alimentación a la medicina”, Gaceta Médica, II (4): 78-80.
- Palacios de Westendarp, Patricia (2005), “La visión de la mujer en los estudios de la antropología nutricional y de la alimentación; una revisión histórica”, Superación Académica 15 (34): 18-28.
- Palacios de Westendarp, Patricia y Angélica Arellano (2008), “Escuela Alternativa: Evaluación de un programa educativo desde la perspectiva de género, Géneros, Número 2, Época 2, Año 14, Universidad de Colima, pp. 23-36.[28]
- Serna Jiménez, Alfonso y Patricia Palacios Sierra (2011), “Expresiones sociales de cambio en la periferia rural de la zona metropolitana de la ciudad de Querétaro: las mujeres de Lagunillas, Huimilpan, Qro.”, Memorias en extenso del II Encuentro Internacional de Investigación de Género, Querétaro, Universidad Autónoma de Querétaro, Universidad Autónoma del Estado de México, Universidad Tecnológica de Querétaro, Universidad Autónoma de Guerrero, Benemérita Universidad Autónoma de Puebla.
- Palacios Sierra, Patricia y René Olvera Salinas (2011), “Los funcionarios públicos y el lado oscuro del ejercicio del poder”, Memorias en extenso del II Encuentro Internacional de Investigación de Género, Querétaro, Universidad Autónoma de Querétaro, Universidad Autónoma del Estado de México, Universidad Tecnológica de Querétaro, Universidad Autónoma de Guerrero, Benemérita Universidad Autónoma de Puebla.
- Palacios Sierra, Patricia et al (2011), “Entre la casa y el trabajo: aspectos de la segregación laboral en un grupo de obreras queretanas”, Superación Académica 20(42):14-25.
- Palacios Sierra, Patricia, Alfonso Serna Jiménez y René Olvera Salinas (2013), "Hombres con ambición de poder en el Querétaro de los años cincuenta" en Oliva Solís Hernández et al (comps.), Investigaciones en género: polifonía de voces.  Memorias del II Encuentro de Investigación en Género, México, Universidad Autónoma de Querétaro, pp.85-112.
- Serna Jiménez, Alfonso y Patricia Palacios Sierra (2013), "Expresiones sociales de cambio en la periferia rural de la zona metropolitana de la ciudad de Querétaro: Las mujeres de Lagunillas, Huimilpan, Qro.", en Oliva Solís Hernández et al (comps.), Investigaciones en género: polifonía de voces.  Memorias del II Encuentro de Investigación en Género, México, Universidad Autónoma de Querétaro, pp. 293-325.
- Palacios Sierra, Patricia, Katya Maldonado Tovilla e Irene Orduña Suárez (2014), "Democratización familiar: una estrategia de prevención primaria de la violencia y paradigma para una nueva política pública, Frontera Interior 3:11-26.